# Dánia hőmérsékleti rekordjainak listája
Dánia hőmérsékleti rekordjainak listája a Dániában a meteorológiai mérések kezdete óta eltelt időszak kiugróan magas, illetve kiugróan alacsony hőmérsékleti értékeit tartalmazza. A listában naponkénti felbontással, hónapokra lebontva olvashatóak az adott naphoz tartozó nappali csúcshőmérsékletek és éjszakai minimum hőmérsékleti értékek. 
A legmelegebb év a 2010-es volt az ország történetében. Ezt követte a 2018-as év. Az ország húsz legmelegebb évéből tizenhárom 2000-et követően volt.

## Dánia hőmérsékleti rekordjainak listája

### Január
A legmagasabb januárban mért hőmérséklet 12,4 °C volt 2005-ben.
| Január |            |                            |      |            |          |    |
| Nap    | Minimum °C | Helyszín                   | Év   | Maximum °C | Helyszín | Év |
| 8.     | -31,2      | Hørsted                    | 1982 | --         | --       | -- |
| 18.    | -29,6      | Søndersted                 | 1893 | --         | --       | -- |
| 26.    | -31,0      | Løndal                     | 1942 | --         | --       | -- |
| 29.    | -30,3      | Hald Ege, Viborg közelében |      | --         | --       | -- |

### Február
A legmagasabb februárban mért hőmérséklet 15,8 °C volt 1990-ben, melyet Koppenhágában mértek.
| Február |            |          |      |            |          |    |
| Nap     | Minimum °C | Helyszín | Év   | Maximum °C | Helyszín | Év |
| 8.      | -29,0      | Brande   | 1942 | --         | --       | -- |
| 13.     | -27,3      | Hinnerup | 1895 | --         | --       | -- |
| 21.     | -27,1      | Randers  | 1963 | --         | --       | -- |

### Március
A legmagasabb márciusban mért hőmérsékleti érték 22,2 °C volt, melyet 1990-ben mértek, Karupban.
| Március |            |            |      |            |          |    |
| Nap     | Minimum °C | Helyszín   | Év   | Maximum °C | Helyszín | Év |
| 6.      | -27,0      | Søndersted | 1888 | --         | --       | -- |

### Április
A legmagasabb áprilisban mért hőmérséklet 28,6 °C volt, melyet Holbæk községben mértek 1993-ban. A legalacsonyabb hőmérsékleti érték áprilisban -19,0 °C volt, melyet St. Vildmose területén mértek 1922-ben.

### Május
A legmagasabb májusi hőmérséklet 32,8 °C volt, melyet 1892-ben mértek Herningben. A legalacsonyabb májusi hőmérsékleti érték -8 °C volt, melyet Gludstedben mértek 1900-ban.

### Június
| Június |            |          |    |            |          |      |
| Nap    | Minimum °C | Helyszín | Év | Maximum °C | Helyszín | Év   |
| 29.    | --         | --       | -- | +35,5      | Hillerød | 1947 |

### Július
A legmelegebb éjszakai hőmérsékleti minimum érték az országban 23,0 °C volt 1997-ben, melyet Christiansø településen mértek. 2018. július 25-ről 26-ra virradó éjjel 22,3 °C-ot mértek Langøban, ami a hetedik legmagasabb éjszakai minimum hőmérsékleti érték.
A legmagasabb éjszakai minimum hőmérséklet a fővárosban, Koppenhágában 22,8 °C volt 1994. július 29-én.
Az utóbbi 23 év legmagasabb tengeri vízhőmérséklete 2018. július 26-án volt, ekkor 28,0 °C volt a víz hőmérséklete a Hestehovedet Beach menti vízben.
| Július |            |          |    |            |                      |      |
| Nap    | Minimum °C | Helyszín | Év | Maximum °C | Helyszín             | Év   |
| 3.     | --         | --       | -- | +35,0      | Flintholm Gods       | 1883 |
| 10.    | --         | --       | -- | +35,3      | Erslev, Morsø község | 1941 |
| 12.    | --         | --       | -- | +35,3      | Studsgård            | 1941 |
| 22.    | --         | --       | -- | +35,1      | Klosterhede Plantage | 1925 |
| 31.    | --         | --       | -- | +35,1      | Klosterhede Plantage | 1948 |

### Augusztus
| Augusztus |            |          |    |            |           |      |
| Nap       | Minimum °C | Helyszín | Év | Maximum °C | Helyszín  | Év   |
| 1.        | --         | --       | -- | +35,6      | Vorbasse  | 1948 |
| 7.        | --         | --       | -- | +35,7      | Herning   | 1875 |
| 10.       | --         | --       | -- | +36,4      | Holstebro | 1975 |
| 13.       | --         | --       | -- | +35,8      | Slagelse  | 1911 |

### Szeptember
A legmagasabb szeptemberben mért hőmérsékleti érték 32,3 °C volt, melyet Randersben mértek 1906-ban. A legalacsonyabb szeptemberi hőmérsékleti érték -5,6 °C volt, melyet Aalborgban mértek 1886-ban.

### Október
A legmagasabb hőmérsékleti érték októberben 26,9 °C volt, melyet Saint Jyndevandban mértek 2011-ben. A legalacsonyabb októberi hőmérsékleti érték -11,9 °C volt, melyet Torstedlundban mértek 1880-ban.

### November
A legmagasabb novemberi hőmérsékleti érték 18,5 °C volt, melyet Faksinge területén mértek 1968-ban. A legalacsonyabb novemberi hőmérsékleti érték -21,3 °C volt, melyet Egvadban mértek 1973-ban.

### December
A legmagasabb hőmérsékleti érték 14,5 °C volt, melyet Nordby területén mértek 1953-ban. A legalacsonyabb decemberi hőmérsékleti érték -25,6 °C volt, melyet Dovlingben mértek 1981-ben.